# Langues trans-nouvelle-guinée occidentales
Les langues trans-nouvelle-guinée occidentales sont une proposition de famille de langues papoues parlées en Nouvelle-Guinée, dans les îles de Timor, d'Alor et Pantar et Kisar, en Indonésie et au Timor oriental.

## Classification
Malcolm Ross (2005) propose de regrouper dans un ensemble occidental certaines familles de langues qu'il rattache à la famille hypothétique du trans-nouvelle-guinée. Ross y inclut les différents groupes de langues timor-alor-pantar. Or, si les langues papoues parlées à Timor et dans les îles proches sont clairement apparentées entre elles, le lien établi par Ross avec d'autres langues de Papouasie est douteux. Haspelmath, Hammarström, Forkel et Bank ne reconnaissent pas l'inclusion de certains de ces groupes de langues dans le trans-nouvelle-guinée.

## Liste des langues
Les langues incluses par Ross dans le trans-nouvelle-guinée occidental sont :
- langues timor-alor-pantar
- langues bomberai de l'Ouest
- langues Wissel Lakes
- langues dani

## Sources
- (en) Malcolm Ross, 2005, Pronouns as a preliminary diagnostic for grouping Papuan languages, dans Andrew Pawley, Robert Attenborough, Robin Hide, Jack Golson (éditeurs) Papuan pasts: cultural, linguistic and biological histories of Papuan-speaking peoples, Canberra, Pacific Linguistics. pp. 15–66.
- (en) Marian Klamer (éditrice), 2012, The Alor-Pantar languages: History and typology, Berlin, Language Science Press.
- (en) Tyler Heston, 2014, The Nature and Underlying Representations of Long Vowels and Diphtongs in Fataluku, Oceanic Linguistics 53:2, pp. 467-479.